# 9034 Oleyuria
9034 Oleyuria eller 1990 QZ17 är en asteroid i huvudbältet som upptäcktes den 26 augusti 1990 av den sovjetisk-ryska astronomen Ljudmila Zjuravljova vid Krims astrofysiska observatorium på Krim. Den är uppkallad efter den ukrainska pianoduon Oleyuria.
Asteroiden har en diameter på ungefär 11 kilometer.